# Craig Krenzel
Craig Krenzel (Utica, 1º luglio 1981) è un ex giocatore di football americano statunitense che ha giocato nel ruolo di quarterback nella National Football League (NFL). Al college giocò a football alla Ohio State University che condusse alla vittoria del campionato NCAA nel 2002.

## Carriera
Krenzel fu scelto nel corso del quinto giro del Draft NFL 2004 dai Chicago Bears. Con essi disputò tre partite come titolare quell'anno, inclusa una vinta contro i San Francisco 49ers. Nelle altre due gare fu sconfitto e si infortunò a una caviglia, concludendo la stagione in anticipo. Nel 2005 fu svincolato dai Bears e firmò con i Cincinnati Bengals, dove fu il terzo quarterback nelle gerarchie della squadra dietro Carson Palmer e Jon Kitna. Fu svincolato nel giugno 2006 a causa di un infortunio ad un gomito ma non riuscì più a trovare una squadra professionistica. In seguito si dedicò al commento tecnico radiofonico delle partite dei suoi Ohio State Buckeyes.

## Palmarès
- Campione NCAA: 1

Ohio State Buckeyes: 2002

## Statistiche
| Yard passate  | 718  |
| Touchdown     | 3    |
| Intercetti    | 6    |
| Passer rating | 52,5 |